# Torture
| Críticas profissionais | Críticas profissionais |
| Avaliações da crítica  | Avaliações da crítica  |
| Fonte                  | Avaliação              |
| ---------------------- | ---------------------- |
| allmusic               | [ 1 ]                  |

Torture é o décimo segundo álbum de estúdio da banda estadunidense de death metal Cannibal Corpse.

## Faixas
| N.º            | Título                         | Letras         | Música         | Duração |  |
| 1.             | "Demented Aggression"          | Mazurkiewicz   | O'Brien        | 3:14    |  |
| 2.             | "Sarcophagic Frenzy"           | Barrett        | Barrett        | 3:42    |  |
| 3.             | "Scourge of Iron"              | Webster        | Webster        | 4:44    |  |
| 4.             | "Encased in Concrete"          | Mazurkiewicz   | Barrett        | 3:13    |  |
| 5.             | "As Deep as the Knife Will Go" | Mazurkiewicz   | O'Brien        | 3:25    |  |
| 6.             | "Intestinal Crank"             | Webster        | Webster        | 3:54    |  |
| 7.             | "Followed Home Then Killed"    | Mazurkiewicz   | O'Brien        | 3:36    |  |
| 8.             | "The Strangulation Chair"      | Webster        | Webster        | 4:09    |  |
| 9.             | "Caged... Contorted"           | Barrett        | Barrett        | 3:53    |  |
| 10.            | "Crucifier Avenged"            | Webster        | Webster        | 3:46    |  |
| 11.            | "Rabid"                        | Webster        | Webster        | 3:04    |  |
| 12.            | "Torn Through"                 | Mazurkiewicz   | O'Brien        | 3:11    |  |
| Duração total: | Duração total:                 | Duração total: | Duração total: | 43:51   |  |

| Faixas bônus ao vivo - German edition |                        |                       |         |  |
| N.º                                   | Título                 | Compositor(es)        | Duração |  |
| 13.                                   | "Death Walking Terror" | Webster               | 3:34    |  |
| 14.                                   | "Make Them Suffer"     | Mazurkiewicz, O′Brien | 3:08    |  |
| 15.                                   | "Disfigured"           | Fisher, Webster       | 3:29    |  |

## Créditos
- George Fisher – vocal
- Pat O'Brien – guitarra
- Rob Barrett – guitarra
- Alex Webster – baixo
- Paul Mazurkiewicz – bateria

## Charts
Posições nas paradas musicais:
| Parada musical                                | Posições |
| --------------------------------------------- | -------- |
| Áustria (Ö3 Austria Top 40)                   | 40       |
| Bélgica (Ultratop Valônia)                    | 95       |
| Finlândia (Suomen virallinen lista)           | 35       |
| França (SNEP)                                 | 139      |
| Alemanha (Offizielle Deutsche Charts)         | 40       |
| Japão (Oricon)                                | 235      |
| Suécia (Sverigetopplistan)                    | 37       |
| Suíça (Schweizer Hitparade)                   | 72       |
| Reino Unido (UK Independent Albums Chart)     | 18       |
| Reino Unido Rock charts                       | 5        |
| Estados Unidos (Billboard 200)                | 38       |
| Estados Unidos (Billboard Independent Albums) | 7        |
| Estados Unidos (Top Hard Rock Albums)         | 3        |
| Estados Unidos (Top Rock Albums)              | 12       |
| Estados Unidos (Top Tastemaker Albums)        | 4        |